# 布克哈茨多夫
布克哈茨多夫（德語：Burkhardtsdorf）是德国萨克森州的市镇，隶属于厄尔士山县。总面积为21.19平方千米，截至2023年12月31日总人口为6,029人。